# Dęba Rozalin
Dęba Rozalin – przystanek kolejowy w Nowej Dębie, w województwie podkarpackim, w Polsce.

## Ruch pasażerski
| Rok  | Wymiana pasażerska na dobę |
| ---- | -------------------------- |
| 2017 | 10-19                      |
| 2022 | 20-49                      |

Linia kolejowa do stacji Dęba Rozalin została wybudowana w 1938 roku. Stację, którą zamknięto w 2000 roku uruchomiono ponownie jako przystanek w roku 2009. Od 13 grudnia 2009 uruchomiono połączenie Rzeszów Główny – Stalowa Wola Rozwadów oraz od 12 grudnia 2010 z Rzeszowa do Lublina. 9 grudnia 2012 bezpośrednie połączenie z Rzeszowa do Lublina zostało zamienione połączeniem skomunikowanym, z przesiadką w Stalowej Woli Rozwadów.
W latach 2012–2013 miała miejsce, w ramach zadania inwestycyjnego "Modernizacja linii kolejowej Rzeszów – Warszawa przez Kolbuszową", przebudowa przystanku oraz wybudowanie nowego peronu zlokalizowanego kilkaset metrów w kierunku północnym od dotychczasowego. Koszt przedsięwzięcia wyniósł 28 660 371,65 zł. Inwestycja została sfinansowana z Funduszu Kolejowego i środków własnych PKP Polskie Linie Kolejowe S.A..

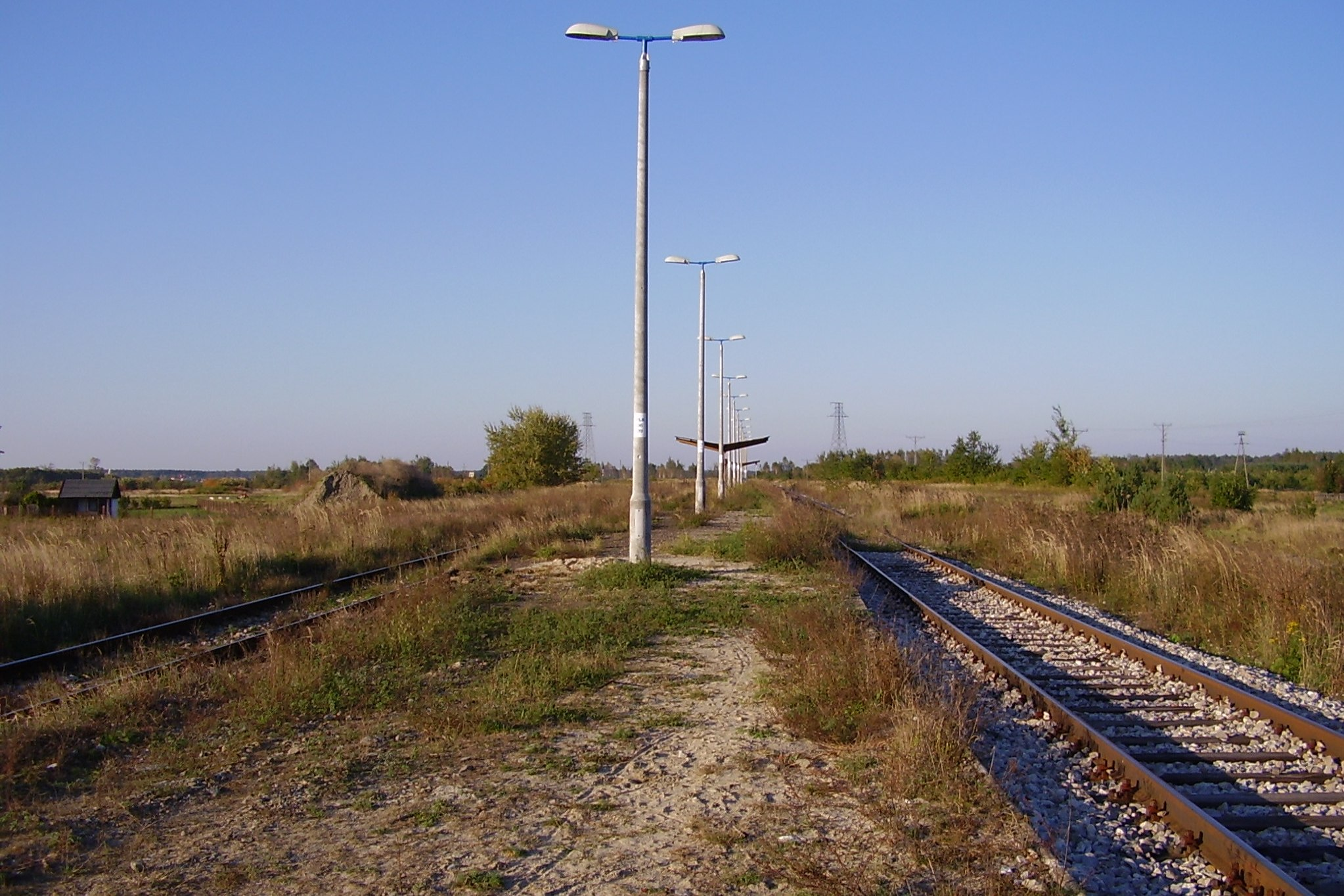
Dęba Rozalin przed modernizacją (2010)
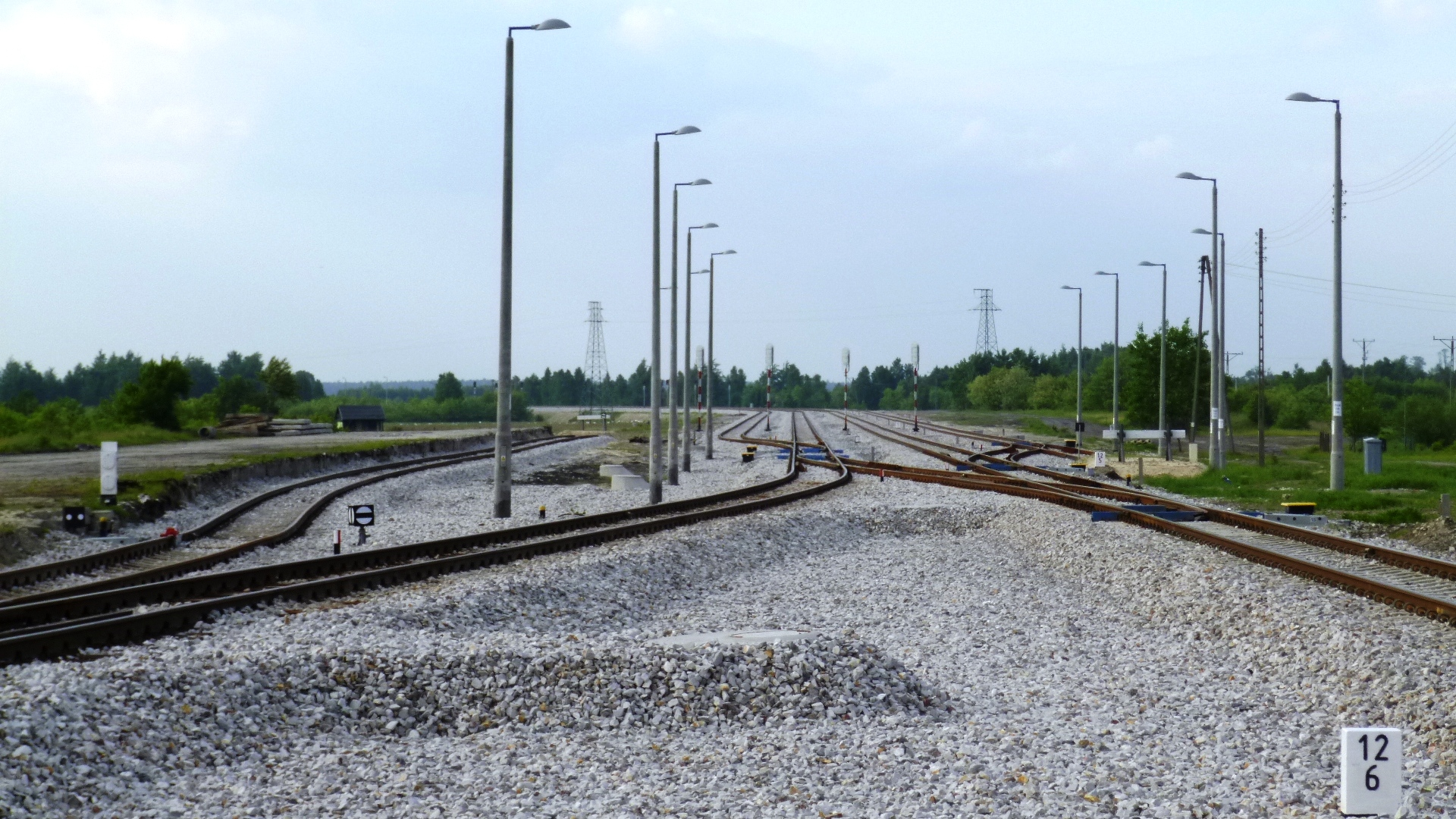
Dęba Rozalin po modernizacji (2013)